# Старий Буздяк
Старий Буздя́к (рос. Старый Буздяк, башк. Иҫке Бүздәк) — село у складі Буздяцького району Башкортостану, Росія. Входить до складу Уртакульської сільської ради.
Населення — 484 особи (2010; 481 у 2002).
Національний склад:
- татари — 52 %
- башкири — 46 %